# کلودیا گیوردانی

کلودیا گیوردانی (انگلیسی: Claudia Giordani؛ زادهٔ ۲۷ اکتبر ۱۹۵۵) اسکی‌باز آلپاین اهل ایتالیا است.